# Fransfingerödla
Fransfingerödla (Acanthodactylus erythrurus) är en ödleart som beskrevs av Schinz 1833. Fransfingerödlan ingår i släktet fransfingerödlor, och familjen lacertider. IUCN kategoriserar arten globalt som livskraftig.
Arten förekommer i Portugal och Spanien samt i norra Afrika i Algeriet och Marocko. Den lever vanligen i låglandet och i kulliga områden upp till 400 meter över havet men i Atlasbergen når den 2800 meter över havet. Habitatet utgörs främst av öppna landskap med sandig mark och glest fördelad växtlighet. Dessutom besöks öppna skogar och odlingsmark utan intensiv jordbruk.
Äggen läggs en eller två gångar per år med en till åtta ägg per tillfälle.

## Underarter
Arten delas in i följande underarter:
- A. e. atlanticus
- A. e. belli
- A. e. erythrurus